# Manuel Madrid del Cacho
Manuel Madrid del Cacho (Fuente Obejuna, 4 de julio de 1920-16 de mayo de 2014), fue un jurista español.

## Biografía
Letrado nacido en Fuente Obejuna el 4 de julio de 1920, que fue concejal, procurador en las Cortes y en 2003 recibió, del Consejo General de la Abogacía, la Medalla al Mérito en el Servicio de su profesión por su trayectoria que siempre compaginó con el mundo de la cultura y la política.
Asimismo ha sido miembro de la Comisión de Justicia, miembro fundador de la CEOE.
Académico de la Real Academia de la Jurisprudencia y Legislación madrileña, en 2009 la corporación de Fuente Obejuna aprobó, por unanimidad, el nombramiento del abogado Madrid del Cacho como Hijo Predilecto de la Villa otorgamiento de la distinción que se justifica porque "en todos los foros nacionales e internacionales en los que ha participado, siempre ha encontrado el momento donde referir y enorgullecerse de su ascendencia mellariense".
En 2009 la Ilustre Sociedad Andaluza de Estudios Histórico-Jurídicos, que tiene su sede en Córdoba, dedicó un libro monográfico a Madrid del Cacho, cuando aún permanece en activo tras una dilatada trayectoria profesional en la que ha ocupado diversos cargos de todo tipo.
Fallece el 16 de mayo de 2014 a los 93 años de edad.

## Obras
- El fuero de Baylio: Estudio histórico-jurídico de la institución. Tesis doctoral
- El Fuero del Baylío: un enclave foral en el derecho de Castilla (1963)- Completo en Biblioteca Facultad de Derecho de Cáceres
- El Fuero del Baylio: un enclave foral en el derecho de Castilla (1963)
- Las ideas jurídicas de Pablo de Tarso (1967)
- Meditaciones de un empresario sobre la coyuntura monetaria (1968)
- Un barcelonés Prefecto de Córdoba con José Bonaparte. Domingo Badía (Ali Bey) (1972)
- Una reclamación por daños morales a don Juan de Cervantes (1976)
- Biografía por Manuel Gahete:"Madrid del Cacho. Más allá del derecho" (Colección Juristas Andaluces Ilustres. ISBN 978-84-613-1535-2)